# CAPS United
CAPS United is een Zimbabwaanse voetbalploeg uit de hoofdstad Harare.

## Erelijst
Landskampioen
1979, 1996, 2004, 2005
Beker van Zimbabwe
Winnaar: 1980, 1981, 1982, 1983, 1992, 1997, 1998, 2004
Zimbabwe League Cup
1996, 1997, 1998, 2002, 2004
Supercup
Winnaar: 1996
Finalist: 2005
Zimbabwean Independence Trophy
Winnaar: 1992, 1993, 1996, 1997
Finalist: 1986, 1991, 2006
Zimbabwean Charity Shield
1996